# Зморай, Томаш
Томаш Зморай (словац. Tomáš Zmoray; род. 26 июля 1989 года, Банска-Быстрица, Чехословакия) — известный словацкий прыгун с трамплина, участник Олимпийских игр в Ванкувере.
В Кубке мира Зморай дебютировал в декабре 2008 года, в очковую зону, то есть в тридцатку лучших не попадал, лучший результат 36-е место. В Континентальном кубке имеет на своем счету одну победу на этапе. Лучшим результатом в общем зачёте Континентального кубка, является для Зморая 57-е место в сезоне 2008-09.
На Олимпиаде-2010 в Ванкувере стал 43-м на большом трамплине и 42-м в квалификации на нормальном трамплине.
За свою карьеру принимал участие в одном чемпионате мира, на чемпионате мира-2009 занял 50-е место в соревнованиях на нормальном трамплине.
Использует лыжи производства фирмы Elan[значимость факта?].